# Château de Weckmund
Le château de Weckmund est un monument historique situé à Husseren-les-Châteaux, dans le département français du Haut-Rhin.

## Localisation
Ce bâtiment est situé à Husseren-les-Châteaux.

## Historique
L'édifice fait l'objet d'un classement au titre des monuments historiques depuis 1840.